# علم الطاقة
علم الطاقة (بالإنجليزية: Energetics)‏ هو علم يختص بدراسة كيفية سريان الطاقة، ولأن الطاقة تتدفق على جميع المستويات، من المستوى الكمي إلى المحيط الحيوي والكون، فإن علم الطاقة هو نظام واسع للغاية، يشمل الديناميكا الحرارية وعلم الطاقة البيولوجية والكيمياء الحيوية وعلم الطاقة البيئية، حيث بداية كل فرع من فروع الطاقة ونهايته هو موضوع نقاش مستمر، على سبيل المثال البيرت ليهنينجر أكد أنهُ عندما يتحد علم الديناميكا الحرارية مع تبادل الطاقة من جميع الأنواع، يمكن أن يطلق عليه علم الطاقة.

## أهدافه
يهتم علم الطاقة بشكل عام علي تحديد العلاقات لوصف اتجاهات تدفقات الطاقة وتخزينها تحت التحول، تعرف على أنها ظواهر مثل الثوابت التاريخية تحدث تحت الملاحظات المتكررة وعندما يلاحظ عدد من الناس هذا الثبات عادة ما يتم إعطاء هذا المبدأ وضع «القانون الأساسي» للعلوم. وكما هو الحال في جميع الاستفسارات العلمية، يبدو إنه النظرية أو المبدأ تعتبر قانونًا أساسيًا يعتمد على عدد الأشخاص الذين يوافقون على الاقتراح، لذا فإن الهدف النهائي لعلم الطاقة هو وصف القوانين الأساسية. ويرى فلاسفة العلم أن القوانين الأساسية للديناميكا الحرارية يمكن أن تُعامل على أنها قوانين علم الطاقة ومن خلال الاستمرار في وصف هذه القوانين بشكل أكثر دقة، نستنتج أن الطاقة تهدف إلى إنتاج تنبؤات موثوقة حول تدفق الطاقة وتحويلات الطاقة المخزنة على أي نطاق.

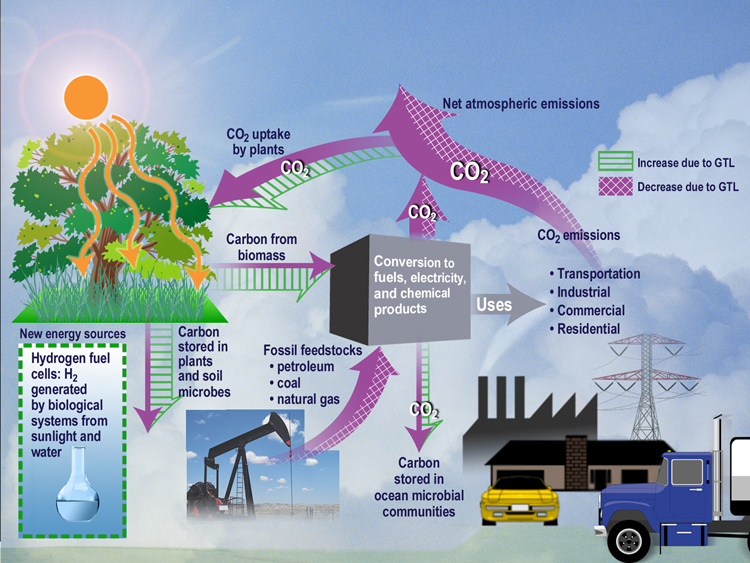
دورة ثاني أكسيد الكربون في الطبيعة